# Teodor Jurcă
Teodor Jurcă (n. 7 septembrie 1935) este un fost deputat român în legislatura 1992-1996 ales în județul Arad pe listele partidului PDSR. În legislatura 1996-2000, Teodor Jurcă l-a înlocuit pe deputatul Florian Bercea de pe data de 29 aprilie 1999.

## Legături externe
- Teodor Jurcă Arhivat în 21 iunie 2024, la Wayback Machine. la cdep.ro